# Thúy Bình
Thúy Bình (翠屏区) là một khu (quận) thuộc thành phố Nghi Tân, tỉnh Tứ Xuyên, Trung Quốc.

### Nhai đạo
- Bắc Thành 北城街道
- Đông Thành 东城街道
- Nam Thành 南城街道
- Tây Thàh 西城街道
- Nam Ngạn 南岸街道
- Nam Giao 西郊街道
- An Phụ 安阜街道
- Triệu Trường 赵场街道
- Tượng Tỵ 象鼻街道
- Bạch Sa Loan 白沙湾街道

## Trấn
- Nam Quảng 南广镇
- Lý Trang 李庄镇
- Thái Bá 菜坝镇
- Kim Bình 金坪镇
- Cao Điếm 高店镇
- Sa Bình 沙坪镇
- Mưu Bình 牟坪镇
- Lý Đoan 李端镇

### Hương
- Tống Gia 宋家乡
- Minh Uy 明威乡
- Lương Khương 凉姜乡
- Khâu Trường 邱场乡
- Tư Pha 思坡乡
- Tông Trường 宗场乡